# La Maddalena
La Maddalena (galurski: A Madalèna, sardinski: S Madalèna) je grad i općina (comune) u pokrajini Sassariju u regiji Sardiniji, Italija. Nalazi se na nadmorskoj visini od 19 metara i ima 11 246 stanovnika.
 Prostire se na 52,01 km². Gustoća naseljenosti je 216 st/km².

## Vanjske poveznice
|  | Zajednički poslužitelj ima još gradiva o temi La Maddalena |